# 돌풍 (회화)

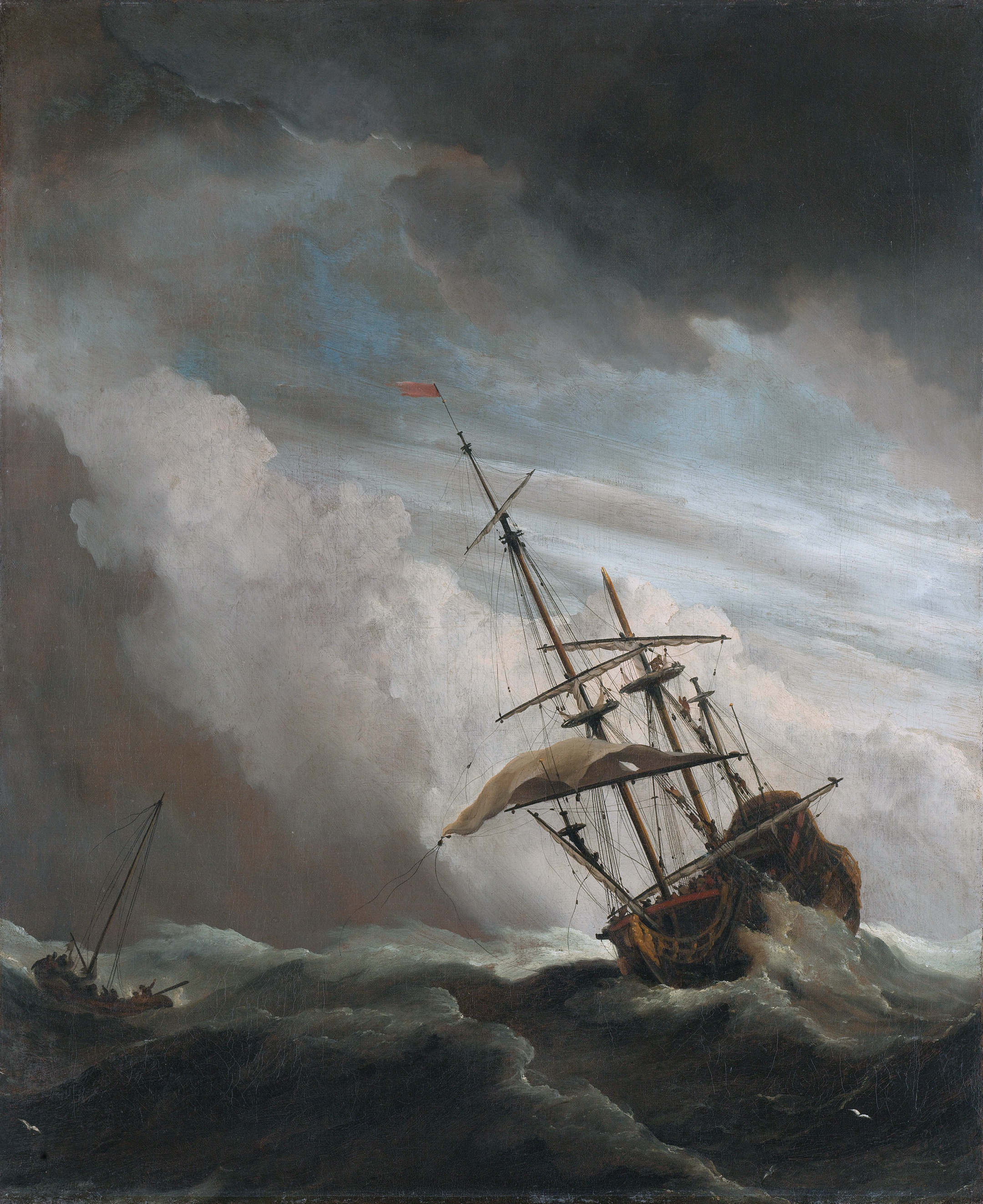
바다에서 성난 폭풍을 만난 도움이 절실한 배를 묘사한 "돌풍(The gust)"

돌풍(The gust)은 1680년경에 네덜란드의 해양화가 빌럼 판 더 펠더 2세(Willem van de Velde the Younger)이 그린 작품이다. 현재 암스테르담 국립미술관에 소장되어 있다.
폭풍이 몰아치는 바다 위에서 파손된 군함을 묘사한다.

## 같이 보기
- 갈릴리 바다의 폭풍
- 폭풍속의 네덜란드 배

## 참고
- 암스테르담 국립미술관